# 利肯化工實業有限公司
利肯化工實業有限公司（High Belem Chemistry Co., Ltd.）是台灣的保養品與個人清潔護理用品製造公司，其產品包含洗沐用品及保養品。隸屬於詩芙儂生醫股份有限公司（SOFNON International Co., Ltd），總公司位於台中市北區，生產基地位於台中市大甲區。

## 企業沿革與發展
利肯化工為詩芙儂生醫股份有限公司旗下核心的生產基地，初期專為集團自有旗下品牌（詩芙儂、上山採藥）提供製造研發服務，逐步拓展提供國內外品牌的化妝品、清潔用品OEM/ODM代工服務，並於2023年榮獲第二十屆台灣「國家品牌玉山獎」傑出企業獎。